# هیداکی تومیناگا
هیداکی تومیناگا (انگلیسی: Hideaki Tominaga؛ زادهٔ ۲۷ اوت ۱۹۷۶) بازیکن فوتبال اهل ژاپن است.
از باشگاه‌هایی که در آن بازی کرده‌است می‌توان به باشگاه فوتبال یوکوهاما، باشگاه فوتبال ناگویا گرامپوس، و باشگاه فوتبال ساگان توسو اشاره کرد.